# Utricularia raynalii
Utricularia raynalii — вид рослин із родини пухирникових (Lentibulariaceae).

## Біоморфологічна характеристика
Це водна однорічна рослина.

## Середовище проживання
Цей вид має великий географічний ареал у Центральній Африці, але був зареєстрований лише в невеликій кількості випадків (Буркіна, Камерун, Центральноафриканська Республіка, Чад, Руанда, Сенегал, Судан).
Росте в озерах і басейнах на болотах і на сезонно затоплених луках.